# Крітцов
Крітцов (нім. Kritzow) — громада в Німеччині, розташована в землі Мекленбург-Передня Померанія. Входить до складу району Людвігслуст-Пархім. Складова частина об'єднання громад Ельденбург-Любц.
Площа — 25,09 км2. Населення становить 464 ос. (станом на 31 грудня 2020).